# Brick (2025)
Brick is een Duitse mystery-thriller uit 2025 onder regie van Philip Koch, met in de hoofdrollen Matthias Schweighöfer en Ruby O. Fee.

## Verhaal
Twee jaar na een miskraam verkeren Tim en Olivia in een relatiecrisis. Om hun relatie nieuw leven in te blazen kocht Olivia een oud VW-busje om er samen op uit te trekken, maar Tim heeft alleen oog voor zijn werk en wil geen vakantie nemen.
Wanneer Tim en Olivia op een ochtend wakker worden, is hun appartementsgebouw omgeven door een mysterieuze zwarte muur. Alle pogingen om een gat in de muur te maken en de traphal te bereiken mislukken. Wanneer ze stemmen horen uit het aanpalende appartement, beseffen ze dat ze wel door de binnenmuren kunnen breken. Naast hen ontmoeten ze Ana en Marvin, een koppel dat het appartement via Airbnb heeft gehuurd.
Olivia, die in de bouwsector heeft gewerkt, weet dat er in de kelder van het gebouw een bunker is die waarschijnlijk toegang geeft tot het riool, zodat ze via die weg kunnen ontsnappen. Met een voorhamer breken ze door het plafond naar het onderliggende appartement. Daar worden ze onder schot gehouden door de gepensioneerde Oswalt. Zijn kleindochter Lea slaagt er uiteindelijk in hem ervan te overtuigen dat de vier niet gekomen zijn om hun voedselvoorraden te plunderen, maar een plan hebben om te onsnappen uit het gebouw.
Nadat ze ontdekken dat de rookmelders in het gebouw uitgerust zijn met bewakingscamera's, verdenken ze hun huisbaas Friedmann ervan een soort luguber spel met zijn huurders te spelen. Om hem te confronteren, breken ze door de muur naar het aangrenzende appartement. Daar vinden ze het lijk van Friedmann en een verborgen kamer waar ze de opnames van de verborgen camera's kunnen bekijken.
Ze breken door het plafond naar het appartement op het gelijkvloers, waar ze Yuri aantreffen. Yuri was op bezoek bij Anton, maar die laatste is gestorven omdat zijn pacemaker ontregeld raakte door het sterke magnetische veld van de zwarte muur. Yuri probeert de groep te overtuigen om de muur niet te openen of via de kelder te ontsnappen, omdat het een nieuw militair verdedigingssysteem betreft waar Anton onderzoek naar deed. De groep zet echter door en breekt door het laatste plafond naar de kelder. Maar tot hun afgrijzen moeten ze vaststellen dat de zwarte muur ook op die diepte aanwezig is. Uit frustratie grijpt Marvin het pistool van Oswalt en vuurt verschillende schoten af op de muur, maar de kogels ketsen af op het magnetische veld waardoor Oswalt dodelijk getroffen wordt.
Terug op het gelijkvloers beraadt de groep zich over hoe het nu verder moet. Ze ontdekken aantekeningen van Anton die mogelijk de code bevatten om de muur te deactiveren. Lea stelt vast dat Anton wurgsporen heeft, wat erop wijst dat hij door Yuri is gedood. Haar ontdekking leidt er echter toe dat Yuri haar nu ook vermoordt. Op de opnames van de bewakingscamera's ontdekken de anderen ook dat Yuri Anton heeft gewurgd toen hij erin slaagde de muur te deactiveren met een lichtcode die door zijn mobiele telefoon werd uitgezonden. Daarom overmeesteren ze Yuri en binden hem vast.
Met behulp van Antons mobiele telefoon slagen ze erin de muur in een vloeibare toestand te brengen. Ana valt in de muur en Marvin, Olivia en Tim proberen haar er uit te trekken. De muur wordt echter weer vast en Ana wordt doormidden gesneden en sterft. Marvin kan het verlies niet aan en schiet de vastgebonden en lachende Yuri neer, voordat hij het pistool op zichzelf richt.
Olivia en Tim beseffen dat ze de verkeerde volgorde van de lichtsignalen hebben gebruikt en slagen er met behulp van de video-opname in om de juiste volgorde te bepalen, waardoor ze de muur kunnen openen. Na een gevecht met Yuri, die nog leeft en zich inmiddels heeft weten te bevrijden, kunnen de twee ontsnappen en via de oprit van de ondergrondse parkeergarage wegrijden in hun VW-busje.

## Rolverdeling
| Acteur                | Personage |
| --------------------- | --------- |
| Matthias Schweighöfer | Tim       |
| Ruby O. Fee           | Olivia    |
| Murathan Muslu        | Yuri      |
| Salber Lee Williams   | Ana       |
| Frederick Lau         | Marvin    |
| Sira-Anna Faal        | Lea       |
| Alexander Beyer       | Friedman  |
| Axel Werner           | Oswalt    |
| Nader Ben-Abdallah    | Noah      |
| Josef Berousek        | Anton     |
| Daniele Rizzo         | Peter     |
| Daniela Galbo         | Nele      |
| Markus Ransmayr       | Markus    |

## Release en ontvangst
De film ging op 2 juli 2025 in première  op het Filmfestival van München. Sinds 10 juli 2025 is de film te zien op Netflix.
De film behaalde een score van 46% (24 recensies) op Rotten Tomatoes. Op Metacritic kreeg de film een score van 53 op 100 (6 recensies), wat duidt op "gemengde of middelmatige recensies".